# Neoclytus balteatus
Neoclytus balteatus es una especie de escarabajo longicornio del género Neoclytus, tribu Clytini, subfamilia Cerambycinae. Fue descrita científicamente por LeConte en 1873..

## Descripción
Mide 8-16 milímetros de longitud.

## Distribución
Se distribuye por Canadá y Estados Unidos.